# Bořislavka
Bořislavka – stacja linii A metra praskiego (odcinek V.A), położona w dzielnicy Vokovice, w Pradze 6. Stacja została otwarta 6 kwietnia 2015 wraz z odcinkiem Dejvická – Nemocnice Motol, pierwszego etapu rozbudowany linii A na zachód. Pierwotnie stację planowano pod nazwą Červený Vrch ("Czerwone Wzgórze"), od pobliskiego osiedla o tej nazwie.
Stacja zbudowana jest 27,8 m pod powierzchnią ulicy Evropská třída, z jednym wyjściem prowadzącym do skrzyżowania z ulicą Horoměřická, a drugim prowadzi do rogu ulicy Arabská, na początku osiedla Červený Vrch. Wyjście Horoměřická prowadzi do nowego podmiejskiego terminalu autobusowego obsługującego Nebušice, Jeneralka i Horoměřice, jak również umożliwia dostęp do sieci tramwajowej. Najbliższy przystanek tramwajowy dla tej stacji metra został przemianowany z Horoměřická na Bořislavka po otwarciu stacji. Przystanek wcześniej nazwany Bořislavka, znajduje się jeden przystanek dalej w kierunku centrum miasta i został przemianowany na Na Pískách.